# Иванчугский сельсовет
Иванчу́гский се́льский сове́т — муниципальное образование в составе Камызякского района Астраханской области, Российская Федерация. Административный центр — село Иванчуг.

## Географическое положение
Площадь сельсовета составляет 16,76 км², из которых сельскохозяйственных угодий 13,16 км², леса занимают лишь 3 га.
Сельский совет расположен в северо-западной части района. По территории сельсовета протекает река Старый Иванчуг. Граница проходит от точки пересечения муниципальных образований «Село Чаган», «Николо-Комаровский сельсовет» и середины реки Старая Волга, далее идёт на северо-восток, пересекая автомобильную дорогу «Астрахань-Травино», до реки Большой Кал, где поворачивает на запад до ерика Чертык, далее до ерика Уваринка. Затем граница идёт в южном направлении, пересекая ерик Троицкий, автомобильную дорогу «Иванчуг — Увары» до ерика Карасан, после до реки Карасан, затем идёт по середине рек Карасан и Каныча, на запад до слияния рек Новостанка и Старый Иванчуг, по середине реки Старый Иванчуг и середине ерика Караколь до водооградительного вала орошаемой системы «Воложка», пересекая автомобильную дорогу «Хмелевка — Самосделка», далее по середине реки Старая Волга в северном направлении до первоначальной точки.

## Население
| 2010  | 2012  | 2013  | 2014  | 2015  | 2016  | 2017  |
| ----- | ----- | ----- | ----- | ----- | ----- | ----- |
| 1890  | ↗1912 | ↘1886 | ↘1873 | ↘1867 | ↘1850 | ↘1849 |
| 2018  | 2019  | 2020  | 2021  |       |       |       |
| ↘1817 | ↘1787 | ↘1779 | ↗1853 |       |       |       |

Национальный состав
На 1.01.2015:
Численность на 01.01.2015 года составляет 2142 человек:
- русские — 1625
- казахи — 442
- чеченцы — 57
- татары — 9
- лезгины — 5
- ингуши — 4

## Состав сельского поселения
В состав сельского поселения входят 2 населённых пункта
| № | Населённый пункт | Тип населённого пункта       | Население |
| - | ---------------- | ---------------------------- | --------- |
| 1 | Иванчуг          | село, административный центр | ↘1423     |
| 2 | Хмелевка         | село                         | ↘467      |

## Хозяйство
Ведущей отраслью хозяйства выступает сельское хозяйство, представленное 9 крестьянско-фермерскими хозяйствами, одно из которых занимается разведением страусов и нутрий. В структуре угодий наибольшую площадь занимают пастбища (96,1 %) и пашня — 3,8 %. Животноводство — разведение крупного рогатого скота, свиней, овец, коз, лошадей и птиц. Растениеводство — выращивание картофеля и овощей. Развито рыболовство. Среди промышленных предприятий работает СПК «Родина», который занимается выловом и переработкой рыбы, консервный цех по переработке рыбы и ООО «Астрахань-Камыш» с заготовкой строительного тростника.
Среди учреждений социальной сферы в центре сельсовета действуют фельдшерско-акушерский пункт, средние школы в Иванчуге на 180 мест и Хмелевке на 180 мест, школа искусств № 8, детский сад-ясли на 57 мест, сельский дом культуры на 300 мест в Иванчуге и сельский дом культуры в Хмелевке, сельская и школьная библиотеки. Действуют также 9 магазинов.
Транспорт в сельсовете представлен автомобильной дорогой Астрахань — Образцово-Травино, дорогой на село Самосделка и судоходными реками Старая Волга и Гандурино. В каждом селе есть пристань и автостанция.